# 沃-马尔凯讷维尔
沃-马尔凯讷维尔（法語：Vaux-Marquenneville，法語發音：[vo maʁkɛnvil]）是法国上法蘭西大區索姆省的一个市镇，属于阿布维尔区。该市镇由沃（Vaux）和马尔凯讷维尔（Marquenneville）两村庄合并而成。

## 地理
沃-马尔凯讷维尔（49°59'5"N, 1°47'7"E）面积3.97 平方千米，位于法国上法蘭西大區索姆省，该省份为法国北部沿海省份，北起加来海峡省和北部省，西接滨海塞纳省和大西洋英吉利海峡，南至瓦兹省，东临埃纳省。
与沃-马尔凯讷维尔接壤的市镇（或旧市镇、城区）包括：锡泰尔讷、杜德兰维尔、弗雷讷蒂洛卢瓦、弗吕库尔、利默、讷维尔欧布瓦。
沃-马尔凯讷维尔的时区为UTC+01:00、UTC+02:00（夏令时）。

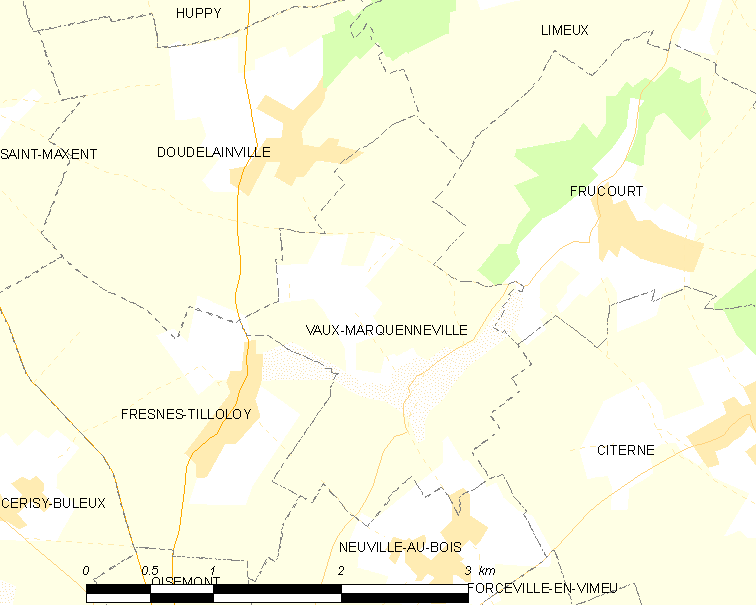
沃-马尔凯讷维尔的OSM定位图

## 行政
沃-马尔凯讷维尔的邮政编码为80140，INSEE市镇编码为80783。

## 政治
沃-马尔凯讷维尔所属的省级选区为加马什县。

## 人口

1962-2008年间沃-马尔凯讷维尔人口变化图示

沃-马尔凯讷维尔于2022年1月1日时的人口数量为80人。